# Zuidelijke huiswinterkoning
De zuidelijke huiswinterkoning (Troglodytes musculus) is een vogel uit de familie winterkoningen (Troglodytidae) die voorkomt in het Caraïbisch gebied en Zuid-Amerika.

## Kenmerken
Het is een vrij fors lid van de familie van de winterkoningen (ca. 12 centimeter lang en 11 gram zwaar). De vogel is roestbruin tot grijzig, met lichte onderdelen en dwarsstrepen op en onder zijn staart.

## Taxonomie
Het vroegere taxon T. aedon is opgesplitst in twee grote groepen de noordelijke en de zuidelijke huiswinterkoning. Deze zuidelijke soort telt 21 ondersoorten:
- T. m. albicans: zuidwestelijk Colombia en westelijk Ecuador.
- T. m. atacamensis: noordelijk en centraal Chili.
- T. m. atopus: noordelijk Colombia.
- T. m. audax: westelijk Peru.
- T. m. bonariae: uiterst zuidoostelijk Brazilië, Uruguay en noordoostelijk Argentinië.
- T. m. carabayae: centraal en zuidelijk Peru.
- T. m. carychrous: Nationaal Park Coiba.
- T. m. chilensis: zuidelijk Chili en zuidelijk Argentinië.
- T. m. clarus: van Venezuela (behalve het westen), oostelijk Colombia en de Guyana's tot noordoostelijk Peru en westelijk Brazilië.
- T. m. columbae: oostelijk Colombia en westelijk Venezuela.
- T. m. effutitus: La Guajira en noordwestelijk Venezuela.
- T. m. inquietus: van zuidwestelijk Costa Rica tot oostelijk Panama.
- T. m. intermedius: van zuidelijk Mexico tot centraal Costa Rica.
- T. m. musculus: van centraal en oostelijk Brazilië tot noordoostelijk Argentinië en oostelijk Paraguay.
- T. m. pallidipes: de Pareleilanden.
- T. m. peninsularis: Yucatán.
- T. m. puna: Peru en noordwestelijk Bolivia.
- T. m. rex: van centraal Bolivia tot noordelijk Argentinië en westelijk Paraguay.
- T. m. striatulus: westelijk en centraal Colombia en noordwestelijk Venezuela.
- T. m. tecellatus: zuidwestelijk Peru en noordelijk Chili.
- T. a. tobagensis: Tobago.

Tot de publicatie in 2023 van een uitgebreide fylogenetische studie behoorden deze ondersoorten tot de 33 verschillende ondersoorten van het taxon T. aedon. Bij die studie werd onder andere het mitochondriaal DNA van de diverse ondersoorten vergeleken.

## Status
De zuidelijke huiswinterkoning heeft een groot verspreidingsgebied en daardoor alleen al is de kans op de status  kwetsbaar (voor uitsterven) uiterst gering.